# Liste der Monuments historiques in Saint-Philippe-d’Aiguille
Die Liste der Monuments historiques in Saint-Philippe-d’Aiguille führt die Monuments historiques in der französischen Gemeinde Saint-Philippe-d’Aiguille auf.

## Liste der Bauwerke
| Bezeichnung        | Beschreibung | Standort | Kennzeichnung | Schutzstatus | Datum | Bild |
| ------------------ | ------------ | -------- | ------------- | ------------ | ----- | ---- |
| Kirche St-Philippe |              | (Lage)   | PA00083798    | Classé       | 1920  |      |